# Ornithogalum conicum
Ornithogalum conicum är en sparrisväxtart som beskrevs av Nikolaus Joseph von Jacquin. Ornithogalum conicum ingår i släktet stjärnlökar, och familjen sparrisväxter.

## Underarter
Arten delas in i följande underarter:
- O. c. conicum
- O. c. strictum